# Joep Packbiers
Jan Joseph Packbiers, plus connu sous le nom de Joep Packbiers, est un archer néerlandais né le 19 janvier 1875 à Nuth et mort le 8 décembre 1957 à Maastricht.

## Biographie
Joep Packbiers est sacré champion olympique par équipes au tir au berceau à 28 mètres lors des Jeux olympiques d'été de 1920 se déroulant à Anvers. Hormis lui-même, l'équipe néerlandaise est composée de Driekske van Bussel, Piet de Brouwer, Janus Theeuwes, Jo van Gastel, Tiest van Gestel, Janus van Merrienboer et Theo Willems.